# Хоштолгай
Хоштолгай (кит. 和什托洛盖镇, пін. Héshítuōluògài Zhèn) — містечко у КНР, складова Хобоксар-Монгольського автономного повіту префектури Тачен.

## Географія
Хоштолгай розташовується у пустелі Дзосотин-Елісун.

### Клімат
Містечко знаходиться у зоні, котра характеризується кліматом тропічних пустель. Найтепліший місяць — липень із середньою температурою 21.5 °C (70.7 °F). Найхолодніший місяць — січень, із середньою температурою -12.9 °С (8.8 °F).
| Клімат Хоштолгая        | Клімат Хоштолгая | Клімат Хоштолгая | Клімат Хоштолгая | Клімат Хоштолгая | Клімат Хоштолгая | Клімат Хоштолгая | Клімат Хоштолгая | Клімат Хоштолгая | Клімат Хоштолгая | Клімат Хоштолгая | Клімат Хоштолгая | Клімат Хоштолгая | Клімат Хоштолгая |
| Показник                | Січ.             | Лют.             | Бер.             | Квіт.            | Трав.            | Черв.            | Лип.             | Серп.            | Вер.             | Жовт.            | Лист.            | Груд.            | Рік              |
| Середня температура, °C | −12,9            | −11,3            | −2,8             | 7,4              | 14,6             | 19,6             | 21,5             | 19,9             | 14,1             | 5,6              | −3,8             | −10,5            | 5,1              |
| Норма опадів, мм        | 2.8              | 2.2              | 5                | 8                | 12.5             | 29.5             | 37               | 20.1             | 12.1             | 5.2              | 4.1              | 3.7              | 142.2            |
| Днів з опадами          | 4,7              | 3,6              | 5,4              | 5,7              | 6,5              | 8,3              | 9,9              | 7,7              | 5,9              | 5,1              | 4,5              | 5,2              | 72,5             |
| Вологість повітря, %    | 83.1             | 84.1             | 75.6             | 49               | 43.5             | 43.5             | 44               | 42.3             | 44.2             | 55.4             | 72.6             | 84.1             | 60.1             |
| ----------------------- | ---------------- | ---------------- | ---------------- | ---------------- | ---------------- | ---------------- | ---------------- | ---------------- | ---------------- | ---------------- | ---------------- | ---------------- | ---------------- |
| Джерело: Weatherbase    |                  |                  |                  |                  |                  |                  |                  |                  |                  |                  |                  |                  |                  |